# One Laptop Per Child

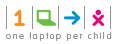
Il logo di OLPC

One Laptop Per Child (la cui sigla è OLPC) è un'organizzazione no-profit creata per sovraintendere al progetto del computer da 100 dollari, XO-1. Entrambi, il progetto e l'organizzazione, sono stati annunciati al Forum Economico Mondiale di Davos, Svizzera il 28 gennaio 2005.

## Storia

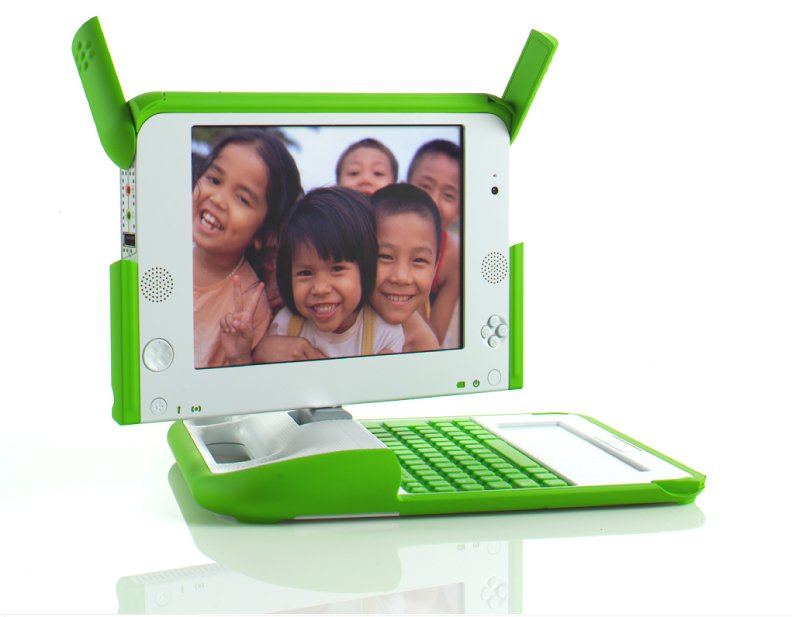
Il laptop XO

"One Laptop Per Child" è stata fondata da varie organizzazioni sponsor. Queste includono Google, Red Hat, AMD, BrightStar, News Corp e Nortel Networks. Ciascuna compagnia ha donato due milioni di dollari. Il MIT Media Lab è pure coinvolto nel progetto.
"One Laptop Per Child" ha guadagnato molta attenzione dopo che Nicholas Negroponte e Kofi Annan hanno mostrato un prototipo funzionante del "$100 laptop" al World Summit on the Information Society a Tunisi, Tunisia.
"One Laptop Per Child" è presieduto da Nicholas Negroponte, che per dedicarsi a questo incarico ha lasciato in febbraio 2006 il "MIT Media Lab", e il suo CTO (direttore) è Mary Lou Jepsen. Altri dirigenti della Compagnia sono il precedente direttore del MIT Media Lab Walter Bender che è presidente di "OLPC Software e Content" e Jim Gettys che è vicepresidente di "Software Engineering".
Il 19 febbraio 2007 l'organizzazione ha confermato di aver inviato un primo ordinativo di un milione di computer a Quanta Computers. Il prezzo di un singolo sistema sarà di 130 dollari e la fornitura coprirà le richieste di Argentina, Brasile, Libia, Nigeria, Ruanda, Thailandia e Uruguay.
La produzione in serie dei computer è iniziata nel luglio del 2007 sebbene non siano noti quantitativi e tempi di consegna.

## Caratteristiche
L'iniziativa è volta alla progettazione, produzione e distribuzione di laptop da 100 dollari per fornire a ogni bambino del mondo, specie a quelli nei Paesi in via di sviluppo, l'accesso alla conoscenza e alle moderne forme educative.
I laptop presentati dal team di Negroponte sono basati su programmi open source, processore low-cost Geode e possono essere alimentati con batteria interna ricaricabile con una manovella per la ricarica (non presente nella versione definitiva del laptop XO-1), batteria auto, trasformatore di rete.
Per ridurre i costi è previsto che siano dati in grandi quantità a scuole o altre organizzazioni che li distribuiscano a basso costo.

## Critiche
Fin dall'inizio del progetto vi erano dubbi sull'utilità di promuovere simili tecnologie in aree dove spesso mancano scuole, insegnanti, elettricità e non si ha neanche qualcosa da mangiare.
Il 9 gennaio 2008 la BBC ha lanciato una polemica tra Nicholas Negroponte e Intel a causa del prezzo troppo basso del calcolatore.
Le valutazioni del progetto eseguite in Perù ed Uruguay hanno rilevato che molti computer si sono guastati e dopo due anni solo un quinto degli studenti lo usava ancora, inoltre è stato verificato come i bambini con accesso ai portatili non hanno ottenuto risultati migliori rispetto a quelli senza.
L'Agenzia di stampa ufficiale New Agency of Nigeria ha dichiarato concluso il progetto nelle scuole primarie quando ha constatato che gli studenti nigeriani visitavano le pagine pornografiche coi loro portatili.